# Cyprinella callitaenia
Cyprinella callitaenia es una especie de peces Cypriniformes de la familia Cyprinidae.

## Morfología
Los machos pueden llegar alcanzar los 9 cm de longitud total.

## Hábitat
Es un pez de agua dulce.

## Distribución geográfica
Se encuentran en Norteamérica: Georgia, Alabama y Florida.